# Young Hercules
Young Hercules (no Brasil, O Jovem Hércules) foi uma série spin-off da telessérie Hercules: The Legendary Journeys. Foi transmitida na Fox Kids Network de 12 de Setembro de 1998 a 12 de Maio de 1999, e no Brasil pelo SBT em 1999 e 2000 e pelo USA Network . Durou 1 temporada de 50 episódios e estrelou Ryan Gosling no papel principal. A série era baseada no herói da mitologia grega Hércules.

## Produção

### Elenco
- Ryan Gosling como Hercules
- Dean O'Gorman como Iolaus
- Chris Conrad como Jasão

### Cenários e estúdios
A série foi filmada inteiramente na Nova Zelândia.

## Recepção
A série ia ao ar na Fox Kids Network a princípio de Segunda a Sexta às 16:30, Horário do Pacífico, e nas manhãs de Sábado às 8:30, Horário do Pacífico. No final do ano, a série foi transmitida somente de Segunda a Sexta às 15:30, Horário do Pacífico. Embora os pontos de audiência na Fox Kids Network terem sido fortes para a temporada (2º lugar de audiência em séries live-action depois de Power Rangers), Young Hercules não foi renovada.[carece de fontes?]

## Prêmios e indicações

### Daytime Emmy Award
| Ano  | Nomeação | Categoria                | Resultado |
| ---- | --- | ------------------------ | --------- |
| 1999 | George Haddad (supervisor de pós-edição de audio) Tim Isle (editor musical)                                     | Melhor edição de som     | Indicação |
| 1999 | Dick Hansen (captador de som) George Haddad (supervisor de pós-edição de audio) Yuri Reese (técnico de mixagem) | Melhor edição de som     | Indicação |
| 1999 | Dick Hansen (captador de som) George Haddad (supervisor de pós-edição de audio) Yuri Reese (técnico de mixagem) | Melhor edição de mixagem | Indicação |

### Writers Guild Of America Award
| Ano  | Nomeação                                                   | Categoria               | Resultado |
| ---- | ---------------------------------------------------------- | ----------------------- | --------- |
| 2000 | Shari Goodhartz (roteirista; pelo episódio 36: Hind Sight) | Melhor roteiro infantil | Indicação |

## Episódios

### Primeira Temporada (1998–99)
| No. episódio em série | No. episódio em temporada | Título                                            | Dirigido por      | Escrito por                                                  | Data da primeira exibição | Audiência nos E.U.A. (em milhões) |
| --------------------- | ------------------------- | ------------------------------------------------- | ----------------- | ------------------------------------------------------------ | ------------------------- | --------------------------------- |
| 1                     | 1                         | "The Treasure of Zeus - Part 1"                   | Chris Graves      | História: Rob Tapert & Liz Friedman Roteiro: Mark Edens      | 12 de setembro de 1998    | ASA                               |
| 2                     | 2                         | "Between Friends (The Treasure Of Zeus - Part 2)" | Chris Graves      | História: Rob Tapert & Liz Friedman Roteiro: Michael Edens   | 16 de setembro de 1998    | ASA                               |
| 3                     | 3                         | "What a Crockery (The Treasure Of Zeus - Part 3)" | Chris Graves      | História: Rob Tapert & Liz Friedman Roteiro: Hilary J. Bader | 17 de setembro de 1998    | ASA                               |
| 4                     | 4                         | "Herc and Seek"                                   | Charlie Haskell   | Jim Fisher & Jim Staahl                                      | 18 de setembro de 1998    | ASA                               |
| 5                     | 5                         | "Girl Trouble"                                    | Charlie Haskell   | Adam Armus & Nora Kay Foster                                 | 19 de setembro de 1998    | ASA                               |
| 6                     | 6                         | "Teacher's Pests"                                 | Chris Graves      | John Loy                                                     | 22 de setembro de 1998    | ASA                               |
| 7                     | 7                         | "Inn Trouble"                                     | Charlie Haskell   | Mark Edens                                                   | 24 de setembro de 1998    | ASA                               |
| 8                     | 8                         | "Keeping Up with the Jasons"                      | Andrew Merrifield | Jim Fisher & Jim Staahl                                      | 25 de setembro de 1998    | ASA                               |
| 9                     | 9                         | "Amazon Grace"                                    | Charlie Haskell   | Jim Fisher & Jim Staahl                                      | 26 de setembro de 1998    | ASA                               |
| 10                    | 10                        | "Cyrano de Hercules"                              | Andrew Merrifield | Carter Crocker                                               | 29 de setembro de 1998    | ASA                               |
| 11                    | 11                        | "Battle Lines - Part 1"                           | Charlie Haskell   | Len Uhley                                                    | 1 de outubro de 1998      | ASA                               |
| 12                    | 12                        | "Battle Lines - Part 2"                           | Charlie Haskell   | Brooks Wachtel                                               | 2 de outubro de 1998      | ASA                               |
| 13                    | 13                        | "Forgery"                                         | Andrew Merrifield | Mark Edens                                                   | 3 de outubro de 1998      | ASA                               |
| 14                    | 14                        | "No Way Out"                                      | Charlie Haskell   | Adam Armus & Nora Kay Foster                                 | 7 de outubro de 1998      | ASA                               |
| 15                    | 15                        | "Ares on Trial"                                   | Charlie Haskell   | John Loy                                                     | 9 de outubro de 1998      | ASA                               |
| 16                    | 16                        | "Down and Out in Academy Hills"                   | Andrew Merrifield | Michael Edens                                                | 10 de outubro de 1998     | ASA                               |
| 17                    | 17                        | "Winner Take All"                                 | Andrew Merrifield | Michael Edens                                                | 24 de outubro de 1998     | ASA                               |
| 18                    | 18                        | "A Serpent's Tooth"                               | Andrew Merrifield | Mark Edens                                                   | 29 de outubro de 1998     | ASA                               |
| 19                    | 19                        | "The Lure of the Lyre"                            | Chris Graves      | Michael Reaves                                               | 30 de outubro de 1998     | ASA                               |
| 20                    | 20                        | "Fame"                                            | Chris Graves      | Bob Forward                                                  | 31 de outubro de 1998     | ASA                               |
| 21                    | 21                        | "Lyre, Liar"                                      | Chris Graves      | Len Uhley                                                    | 3 de novembro de 1998     | ASA                               |
| 22                    | 22                        | "A Lady in Hades"                                 | Chris Graves      | Paul Sauer                                                   | 4 de novembro de 1998     | ASA                               |
| 23                    | 23                        | "The Mysteries of Life"                           | Andrew Merrifield | John Loy                                                     | 5 de novembro de 1998     | ASA                               |
| 24                    | 24                        | "Dad Always Liked Me Best"                        | Andrew Merrifield | Liz Friedman & Vanessa Place                                 | 6 de novembro de 1998     | ASA                               |
| 25                    | 25                        | "Herc's Nemesis"                                  | Charlie Haskell   | Jim Fisher & Jim Staahl                                      | 10 de novembro de 1998    | ASA                               |
| 26                    | 26                        | "Cold Feet"                                       | Charlie Haskell   | Steven Melching                                              | 11 de novembro de 1998    | ASA                               |
| 27                    | 27                        | "Mommy Dearests"                                  | Charlie Haskell   | Brian Herskowitz                                             | 12 de novembro de 1998    | ASA                               |
| 28                    | 28                        | "In Your Dreams"                                  | Charlie Haskell   | Doug Molitor & Eric Lewald                                   | 13 de novembro de 1998    | ASA                               |
| 29                    | 29                        | "Sisters"                                         | Chris Graves      | John Loy                                                     | 18 de novembro de 1998    | ASA                               |
| 30                    | 30                        | "Golden Bow"                                      | Chris Graves      | Mark Edens                                                   | 19 de novembro de 1998    | ASA                               |
| 31                    | 31                        | "Home for the Holidays"                           | Chris Graves      | John Loy                                                     | 20 de novembro de 1998    | ASA                               |
| 32                    | 32                        | "Cram-Ped"                                        | Chris Graves      | Hilary J. Bader                                              | 24 de novembro de 1998    | ASA                               |
| 33                    | 33                        | "Con Ares"                                        | Andrew Merrifield | Len Uhley                                                    | 1 de fevereiro de 1999    | ASA                               |
| 34                    | 34                        | "Get Jason"                                       | Andrew Merrifield | Jim Fisher & Jim Staahl                                      | 2 de fevereiro de 1999    | ASA                               |
| 35                    | 35                        | "My Fair Lilith"                                  | Charlie Haskell   | Vanessa Place                                                | 3 de fevereiro de 1999    | ASA                               |
| 36                    | 36                        | "Hind Sight"                                      | Andrew Merrifield | Shari Goodhartz                                              | 4 de fevereiro de 1999    | ASA                               |
| 37                    | 37                        | "The Head That Wears a Crown"                     | Charlie Haskell   | Michael Edens                                                | 5 de fevereiro de 1999    | ASA                               |
| 38                    | 38                        | "Me, Myself and Eye"                              | Charlie Haskell   | Patrick Phillips                                             | 17 de fevereiro de 1999   | ASA                               |
| 39                    | 39                        | "The Skeptic"                                     | Chris Graves      | Mark Edens                                                   | 22 de fevereiro de 1999   | ASA                               |
| 40                    | 40                        | "Iolaus Goes Stag"                                | Andrew Merrifield | Jan Strnad                                                   | 23 de fevereiro de 1999   | ASA                               |
| 41                    | 41                        | "Adventures in the Forbidden Zone"                | Chris Graves      | John Loy                                                     | 24 de fevereiro de 1999   | ASA                               |
| 42                    | 42                        | "The Prize"                                       | Chris Graves      | História: Michael Edens Roteiro: Julia Lewald                | 25 de fevereiro de 1999   | ASA                               |
| 43                    | 43                        | "The Beasts Beneath"                              | Andrew Merrifield | Jessica Scott & Mike Wollaeger                               | 26 de fevereiro de 1999   | ASA                               |
| 44                    | 44                        | "Parents' Day"                                    | Charlie Haskell   | Adam Armus & Nora Kay Foster                                 | 2 de março de 1999        | ASA                               |
| 45                    | 45                        | "Life for a Life"                                 | Andrew Merrifield | Jim Fisher & Jim Staahl                                      | 8 de março de 1999        | ASA                               |
| 46                    | 46                        | "Under Siege"                                     | Andrew Merrifield | Michael Edens & Julia Lewald                                 | 10 de maio de 1999        | ASA                               |
| 47                    | 47                        | "Mila"                                            | Chris Graves      | História: Brooks Wachtel Roteiro: Hilary J. Bader            | 11 de maio de 1999        | ASA                               |
| 48                    | 48                        | "Apollo"                                          | Andrew Merrifield | Clark Carlton & John Loy                                     | 12 de maio de 1999        | ASA                               |
| 49                    | 49                        | "Ill Wind"                                        | Simon Raby        | Jim Fisher & Jim Staahl                                      | 13 de maio de 1999        | ASA                               |
| 50                    | 50                        | "Valley of the Shadow"                            | Simon Raby        | História: Mark Edens Roteiro: Vanessa Place                  | 14 de maio de 1999        | ASA                               |